# Bataille de Mantinée (418 av. J.-C.)
 (juin 2023).
Si vous disposez d'ouvrages ou d'articles de référence ou si vous connaissez des sites web de qualité traitant du thème abordé ici, merci de compléter l'article en donnant les références utiles à sa vérifiabilité et en les liant à la section « Notes et références ».
Pour les articles homonymes, voir Bataille de Mantinée.
Sauf précision contraire, les dates de cet article sont sous-entendues « avant l'ère commune » (AEC), c'est-à-dire « avant Jésus-Christ ».
Batailles
- Sybota
- Potidée
- Chalcis
- Patras
- Naupacte
- Mytilène
- Tanagra
- Étolie
- Olpae
- Idomene
- Pylos
- Sphactérie
- Délion
- Amphipolis
- Mantinée
- Mélos
- Expédition de Sicile
- Symi
- Érétrie
- Cynosséma
- Abydos
- Cyzique
- Notion
- Arginuses
- Aigos Potamos

La bataille de Mantinée a lieu en 418 av. J.-C. au cours de la guerre du Péloponnèse, dont elle est un des épisodes cruciaux, et oppose Sparte à une coalition menée par Athènes et Argos. La bataille de Mantinée est une des plus grandes batailles de l'époque classique ; seule la bataille de Platées aligne des effectifs plus importants au Ve siècle av. J.-C.

## Sources antiques
Dans le texte intitulé Disposition des troupes à la bataille de Mantinée, extrait du livre 5 de l'Histoire de la Guerre du Péloponnèse, Thucydide décrit la disposition des troupes juste avant l'affrontement entre les deux armées.
Le problème issu de l'étude de ce texte est de comprendre quelles sont les forces en présence, quelles alliances lient les différentes cités et si ces liens orientent leur position sur le champ de bataille, de définir clairement l'organisation des différentes armées en fonction de la cité dont elles sont issues, de comprendre les stratégies et tactiques utilisées par les stratèges des différentes cités pour cette bataille.

## Contexte
La guerre du Péloponnèse, commencée en 431, oppose Sparte et sa Ligue du Péloponnèse, à Argos, Athènes, Mantinée et Élis. Cette bataille intervient après la rupture de la paix de Nicias conclue en 421, alors que les deux puissances sont considérablement affaiblies par leurs conflits.
La cité athénienne mène une politique impérialiste et a étendu son influence dans le Péloponnèse fief de sa rivale Sparte, en particulier sur Argos, afin de fixer Sparte dans la péninsule et de libérer la partie nord de l'Égée de toute menace. En -419, les trois cités péloponnésiennes Argos, Mantinée et Élis concluaient une alliance défensive avec Athènes créant un barrage à tous les mouvements lacédémoniens vers l'Attique. Argos se dote entre-temps d'un gouvernement démocratique et cherche à étendre son influence. En -418, l'armée argienne prend Orchomène, en Arcadie, et menace Tégée, alliée de Sparte.

## La bataille
Vers la fin août 418, les Lacédémoniens réunissent leur armée placée sous le commandement du jeune roi Agis II, l'autre roi Pleistoanax étant considéré comme défaillant, et marchent vers Mantinée.
Athènes et Sparte étaient liées l'une à l'autre par une alliance défensive, mais les autres alliances que chacune d'entre elles signèrent avec d'autres partenaires rendirent caduque leur alliance. En effet, ici, Argos, alliée d'Athènes, menace une cité sous protection de Sparte, Tégée. Sparte lance donc une campagne contre la cité argienne, ce qui implique donc les Athéniens venus honorer leur alliance avec les cités d'Argos, de Mantinée et d'Élis.

### Les forces en présence

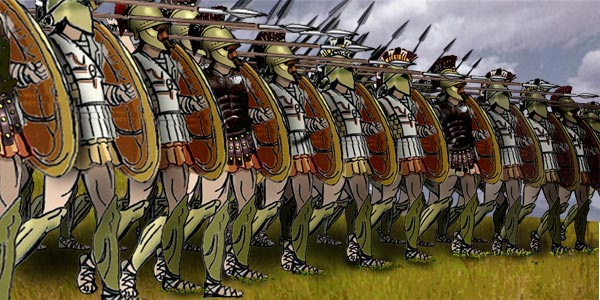
Une phalange (formation de combat) grecque.

#### L'armée lacédémonienne
La cité de Sparte entretient dans son régime oligarchique une tradition forte autour de l'armée, puisque dès leur plus jeune âge les jeunes Spartiates reçoivent une formation forte destinée à faire d'eux de parfaits hoplites, ce qui fait la spécificité des Lacédémoniens. La discipline militaire et la hiérarchie qui en découlent peuvent paraître strictes mais assurent aux Lacédémoniens une formation sérieuse et structurée de leur phalange.

##### Découpage de l'armée lacédémonienne
Selon les études de J.F. Lazenby, l'armée lacédémonienne est découpée en 6 morai d'environ 1 280 hommes (chiffre maximal), le polémarque dirige une mora, chaque mora est composée de 2 lochoi de 640 hommes (sous l'autorité d'un lochage), le lochos est divisé en 8 pentekostyes, (représente 1/50e de l'armée) le pentekostys est dirigé par le pentécontère qui a sous ses ordres 32 unités d'une quarantaine d'hommes. Ces unités, appelées énomoties (de), sont structurées par des cadres, les énomotarques. Dans chaque mora, il y a un lochos de Sparte, et un lochos de périèques, ces derniers étant issus des cités autonomes mais non souveraines placées sous le contrôle de Sparte.
La cité de Sparte compte 5 lochoi : Edolos, Sinis, Sarinas, Ploas et Mesoates (et Pitana). Les Skirites dits Skiritai sont un lochos issu d'un district proche de Sparte peuplé par des périèques, ils sont placés ici sur l'aile gauche et rencontrent donc l'aile droite de l'armée adverse, qui est l'aile offensive composée des meilleurs éléments. De plus, les anciens compagnons de Brasidas sont revenus de Thrace et font corps avec l'armée spartiate. Les Thraces ont avec eux des neodamodes qui sont des hilotes affranchis.
Les Béotiens forment les deux ailes de cavaleries, les hippeis sont dirigés par un hipparque et chaque unité compte environ 300 cavaliers. Il semble que lors de la bataille, des hamippoi furent présents aux côtés des cavaliers. Les hamippoi sont des fantassins légèrement armés montés en croupe sur le cheval d'un cavalier, et ils en descendent pour aller au combat en complément du cavalier. Mais il semble que leur rôle soit limité à la charge.
Par calculs divers, on arrive à une armée spartiate d'environ 9 000 hoplites.

##### Le rôle du chef
Chez les Lacédémoniens, la société est dirigée par deux rois. Les prérogatives de ces rois sont surtout religieuse et militaire. Le pouvoir militaire (hêgemôn) du roi n'est donné qu'une fois hors de la cité. Le roi est alors investi de son rôle de général. Dans diverses sources, le général prend la tête de l'expédition et prend part à la bataille en étant au front. Mais la témérité des généraux fait débat et dès Xénophon on note le souhait des penseurs grecs que le chef soit prudent et évite de s'exposer à la mort, celle-ci pouvant se concevoir comme une défaite.
Agis II est nommé général de l'armée pour l'expédition contre l'armée argienne mais sa jeunesse et ses déboires en Argolide, où il s'est replié en abandonnant ses alliés corinthiens et béotiens, inquiète Lycurge qui lui adjoint dix conseillers (Xymbouloi) pour l'aider dans sa campagne en plus des deux éphores chargés de le surveiller. Le rôle essentiel du chef est d'organiser les troupes avant la bataille. De plus, le chef doit se montrer à ses troupes, ce qui est aisé lors des petites batailles mais devient plus compliqué lorsqu'on atteint des effectifs élevés comme à Mantinée. Le rôle du chef avant la bataille réside dans sa capacité à galvaniser ses troupes par un discours enflammé qui valorise les valeurs de la cité. Même si dans le texte de Thucydide la parole du roi semble incontestable, le déroulement de la bataille montrera que les polémarques et les xymbouloi n'hésiteront pas à contester les choix d'Agis II.

#### L'armée argienne et ses alliés
Argos est liée par un pacte d'alliance défensive avec plusieurs cités : Athènes, Élis, Mantinée, Cléones et Ornés.

##### Les Athéniens
Pour les Athéniens, l'armée est dirigée par 10 stratèges élus pour un an, bien que sous Périclès le système subisse des transgressions qui conduisent à une spécialisation des généraux de l'armée athénienne. Les stratèges sont issus des différentes tribus athéniennes et sont élus parmi la classe supérieure des pentacosiomédines. Pour la bataille de Mantinée, la cité a envoyé 1000 hoplites et une unité de 300 cavaliers. La cavalerie a pour but de défendre les hoplites lors de leur retraite. La défection de la cité d'Élis poussera Athènes à envoyer un renfort tardif de 1000 hoplites supplémentaires.

##### La cité d'Élis
Bien que signataire d'une alliance, Élis refuse d'envoyer ses 3000 hoplites à la bataille, ce qui arrange Agis II qui renvoie 600 hoplites garantir la sécurité de Sparte. Mais Élis décide juste avant le premier jour de la bataille d'envoyer ses 3 000 hommes au secours des Argiens.

##### Les Argiens et les autres cités
Au total, Argos aligne 7000 hoplites. Nous savons peu de choses sur la manière dont sont découpées ou structurées ses unités. Argos possède un corps d'élite de 1000 hoplites appelés les mille.
La difficulté pour la coalition argienne est de composer avec différentes cités qui mènent dans cette bataille leur propre combat plutôt qu'une bataille d'ensemble. Chaque cité fonctionnant sur ses propres traditions et jouant sa réputation, la transmission d'ordre est rendue difficile et l'élaboration d'une stratégie n'en est pas facilitée, comme en témoigne la défection de la cité d'Élis.

### Les stratégies des deux camps
L'extrait étudié évoque donc la disposition des troupes lors du deuxième jour. Car en réalité, les Lacédémoniens avaient rencontré le jour précédent les Argiens et étaient presque entrés en contact pour finalement rebrousser chemin. Il convient donc de comprendre les choix faits par les différentes armées qui ont mené à la disposition telle qu'elle nous est décrite dans ce passage.

#### La stratégie lacédémonienne
Agis II a réuni pour cette bataille tous les effectifs disponibles. Dans un premier temps, les Lacédémoniens sont inquiets car ils sont inférieurs en nombre d'hoplites par rapport aux alliés. Cependant la défection de la cité d'Élis inverse le rapport de force. Agis installe le camp de base près du sanctuaire d'Héraclès, c’est-à-dire au sud du champ de bataille dans la plaine de Mantinée. Il prend conscience que la cité d'Élis va revenir sur sa position, il presse le mouvement et avance vers les Argiens. Ceux-ci sont installés en position de force sur un terrain accidenté difficile d'accès pour les troupes spartiates. Agis fait avancer la phalange à une portée de javelot de la phalange adverse. Un Xymbouloi parvient in-extrémis à convaincre Agis qu'il court à sa perte s'il lance l'assaut. La phalange se replie.
Ne pouvant saccager les cultures qui ont déjà été récoltées, Agis cherche un moyen de déloger les Argiens. Les conseillers lacédémoniens proposent à Agis de revenir au Sud vers Tégée, de détourner le cours d'une rivière pour inonder la plaine de Mantinée afin de déloger les Mantinéens et leurs alliés de leur poste imprenable. Chose faite, les Argiens adoptent leur position de combat. Agis et les siens remontent au nord, pour en découdre avec leurs adversaires. Surpris par la position offensive choisies par la coalition, Agis est contraint de disposer ses troupes en position défensive.
Fort de ses 9000 hoplites et 600 cavaliers, Agis dispose ces derniers sur les ailes droite et gauche. Sur le point de force, c'est-à-dire l'aile droite il met 1000 hoplites spartiates et tégéates, puis suivent les Ménaliens, 2000 hoplites spartiates et Arcadiens d'Héraia. Sur l'aile gauche se placent donc les périèques skirites et les hilotes affranchis. Chaque énomotie est composée de 4 hoplites en front et 8 rangées de profondeur. Les 9000 hoplites s'étalent sur 1 100 mètres de longueur.

#### La stratégie argienne
L'avantage de la coalition argienne est la maîtrise du terrain. Agis donna rendez-vous à ces différentes armées dans la plaine de Mantinée, précipité par le possible retour des hoplites d'Élis et les renforts athéniens. L'armée argienne se range en ordre de bataille et s'installe donc sur un point fort difficile d'accès pour l'armée adverse, le terrain étant accidenté et favorable à la désorganisation de la phalange lacédémonienne qui le premier jour s'avança à portée de javelot des Argiens avant de faire demi-tour. Les stratèges refusent de lancer l'armée à la poursuite des fuyards. Les tensions se font sentir dans les rangs, les uns reprochant aux autres de ne pas avoir saisi l'occasion de la déroute lacédémonienne pour les abattre, créant un climat de suspicion entre les généraux pensant que le choix fait n'était pas stratégique mais bien une faveur accordée aux Spartiates.
Pour couper court aux rumeurs, l'armée est mise en branle et les Argiens disposent l'armée en position offensive sans attendre les renforts. Ne disposant que d'une unité de cavalerie, celle-ci est disposée à gauche aux côtés de la phalange athénienne composé de 1000 hoplites, puis au centre les hoplites de Cléonais et d'Ornai puis des hoplites argiens aux côtés des « mille » et enfin sur l'aile droite les Mantinéens (déterminés car ils défendent leurs terres). Les mille Argiens sont issus des classes aristocratiques. Le choix supposé fait par les stratèges fut que l'aile droite déborde l'aile gauche adverse puis vienne prendre à revers le centre lacédémonien.
Généralement, les armées plaçaient sur l'aile droite les meilleurs éléments mais on constate qu'ici c'est le centre qui est renforcé (2000 hoplites spartiates face aux mille Argiens). La cavalerie semble avoir joué un rôle secondaire lors de cette bataille même si le nombre de cavaliers légers ne cesse de croître au cours du Ve siècle av. J.-C. ; les Spartiates commencent à créer une cavalerie dès 424 et les Athéniens possédaient en 438, c'est-à-dire avant la guerre du Péloponnèse, 1 000 cavaliers.

### Fin de la bataille
Logiquement les deux ailes gauches sont débordées par les ailes droites ennemies. Agis ordonne alors aux Skirites et aux Thraces d'élargir le front. Il demanda alors aux deux autres lochoi suivant de combler la faille entre les lochoi thrace et la mora spartiate. Ce que refusèrent les deux polémarques Aristoclès et Hipponoïdas (l'autorité du roi ne paraît déjà plus si forte). Les Argiens ont mis alors les Thraces et Skirites en déroute, et les poursuivirent au lieu de prendre à revers les Lacédémoniens. Le centre argien est mis lui aussi en déroute ce qui déstabilise le front et permet aux Spartiates de prendre à revers les Argiens pour venir en aide aux Skirites. Les Athéniens prirent alors la fuite couverts par leurs cavaliers. Les Mantinéens sont décimés et les 1000 sont épargnés.
L'unité du commandement lacédémonien quoique défaillante lors du refus des deux polémarques (bien que cet évènement fut bénéfique pour la suite de la bataille) a pris le dessus sur l'hétérogénéité des troupes de la coalition argienne. La faible motivation des Athéniens et « l'individualisme » de chaque cité fait qu'il y a, comme le dit Jean Pierre Vernant, « des combats dans le combat » que chaque contingent mène sa propre action et que les Lacédémoniens ont pu prendre le dessus. Agis par son manque d'expérience a failli causer la déroute de son armée en agissant dans la précipitation le premier jour, puis en ouvrant une brèche lors de la bataille.

## Conséquences
Après une lutte acharnée, ce sont les Spartiates qui remportèrent la victoire, ce qui leur permit de retrouver leur influence sur le Péloponnèse par le renversement des alliances dues à la victoire.
Thucydide considère cette bataille comme l'une des plus importantes que purent se livrer les Grecs. En effet, à partir de Mantinée, le nombre d'hommes mobilisés ne cessera de croître. Mais la particularité de la bataille de -418 réside dans l'utilisation quasi-exclusive des hoplites, et le respect des traditions, les mille argiens auraient pu être massacrés ou faits prisonniers mais Agis les libéra sur le champ car la bataille était terminée et ceux-ci se trouvaient encerclés par l'armée lacédémonienne. Les batailles qui suivront seront certes plus imposantes mais s'accompagneront du développement de fantassins plus légèrement armés, les peltastes, déjà présents dans certains rangs athéniens, afin de faire entrer dans l'armée les classes les plus pauvres.
Les Argiens vaincus durent se soumettre à la mise en place d'un régime oligarchique dans leur cité. Pour Athènes c'est un échec de sa politique hégémoniste qui se concrétise par son effondrement en -411 après le désastre de l'expédition de Sicile.